# Eugene Palmer
Eugene K. Palmer (Estados Unidos, 4 de abril de 1939) é um fugitivo norte-americano, que foi incluído na lista dos dez foragidos mais procurados pelo FBI em 29 de maio de 2019. Eugene é procurado por supostamente ter assassinado a tiros a sua nora, Tammy Palmer, em 24 de setembro de 2012, em Stony Point, em Nova Iorque. Eugene foi o 523º criminoso a ser inserido nas listas de maiores foragidos do país. O FBI oferece uma recompensa de até US$ 100 000 para quem tiver informações sobre o seu paradeiro.